# 村上農園
株式会社村上農園（むらかみのうえん）は、広島県広島市に本社を置く、植物工場を運営する施設野菜メーカー。スプラウトの国内最大手。日本にブロッコリースプラウトや豆苗を普及させた。

## 沿革

### 略歴
- 1966年（昭和41年）村上秋人、村上農園設立
- 1978年（昭和53年）株式会社化
- 1982年（昭和57年）千葉生産センター開設、ムラカミシード設立
- 1985年（昭和60年）湯来生産センター開設
- 1988年（昭和63年）大井川生産センター開設
- 1989年（平成元年）四日市生産センター開設
- 1990年（平成2年）福岡生産センター開設
- 1991年（平成3年）小田原センター開設
- 1994年（平成6年）ISSI（種子生産会社）設立
- 1999年（平成11年）Brassica Protection Products LLCと日本国内の独占ライセンス契約締結
- 2007年（平成19年）村上清貴社長就任
- 2009年（平成21年）全生産施設でISO22000認証取得
- 2011年（平成23年）山梨北杜生産センター開設
- 2013年（平成25年）沖縄村上農園・大宜味生産センター開設
- 2014年（平成26年）KOPPERT CRESS B.V.と相互ライセンス契約締結
- 2018年（平成30年）品質管理の統括拠点、ワールドコントロールセンターとスルフォラファン研究所を本社内に開設

### 初期
創業者の村上秋人は、旧制農学校を卒業し県経済連に勤め、終戦後の混乱の中で県経済連を辞め会社経営を始める。その中で1966年刺身のツマに用いる紅タデの栽培を始める。
1976年排他的経済水域が制定されたことで漁業の衰退が予想されたことにより、紅タデ栽培だけに頼ることに危機感を抱いた村上は、品目の転換を考え始め、そこでかいわれ大根の水耕栽培を始めた。当時かいわれ大根は料亭などで吸い物の彩りや添え物などに使われる高級食材だったが、技術革新により半値以下で供給できるようになり、またその普及にも努めた。村上農園公式によると寿司ネタのかいわれ巻きは村上秋人が考案したという。1980年代後半になると全国でかいわれ大根生産業者が増えたことにより価格競争に突入するも、村上農園は合理化とコスト削減、薄利多売化を行い、かいわれ大根専業で国内シェア30%を超えるトップメーカーに躍り出た。

### 経営危機
1996年、O-157による集団食中毒が発生、かいわれ大根がその感染源と疑われたことにより、その生産業者は風評被害で壊滅的な被害を受ける。翌1997年にもO-157による集団食中毒が発生、これにより2年で生産業者は次々と倒産した。マスコミに向けてかいわれ大根の安心・安全性を訴えるも、逆効果だったという。村上農園も大きく落ち込み、債務超過寸前・倒産寸前までに至り、若手社員は悲観し次々と辞職したという。そうした危機的状況下でかいわれ大根に代わり本格的に生産が始まったのが豆苗である。当時、豆苗の認知度は低く、社員総出で店頭に立ち試食販売を続け普及に努めた。
また豆苗販売と並行して、村上農園が企画したハーブ類やルッコラ、ツマものなどを農家に委託して村上農園ブランドで販売する委託生産を始めた。これが当たり豆苗販売と合わせて黒字化に成功した。

### スプラウト、豆苗の普及
1997年、米国ジョンズ・ホプキンス大学医学部のポール・タラレー教授が、ブロッコリーに微量に含まれるファイトケミカル｢スルフォラファン｣を高濃度に含むブロッコリースプラウトをがん予防研究の過程で開発した。村上農園は、このスプラウトの生産に関して、日本国内における独占ライセンス契約を獲得。1999年、かいわれ大根の生産で培ったノウハウを生かしてブロッコリー スプラウトの生産を始める。2001年には、スルフォラファンをさらに高濃度に含むブロッコリー スーパースプラウトの生産も開始した。ちょうど人気健康情報番組でこの商品が取り上げられたことで需要が拡大した。
豆苗が普及拡大しはじめたのは、2008年リーマン・ショックを機に節約志向が高まったころから。猛暑などの異常気象による野菜価格の高騰なども背景に、ほうれんそうなどの緑色葉物野菜の代替として豆苗が注目を集めるようになり需要が年々増えた。これを受けて2011年山梨県北杜市に自動化システムなどを導入した国内最大の豆苗専用植物工場を建設。2019年の豆苗出荷量は、10年前（2009年）の約8倍に拡大した。
こうして、ブロッコリースプラウトなど有用成分を高めた「機能性野菜」、豆苗など緑色葉物野菜の代替となる「大衆普及型常備野菜」の生産が事業の柱となった。さらに近年では、飲食店向けにマイクロハーブなどの「外食向け新野菜」の生産にも取り組んでいる。

## 事業所
- 本社 : 広島県広島市
  - 本社
  - 研究開発部
- 生産拠点
  - 千葉生産センター : 千葉県東金市
  - 小田原生産センター : 神奈川県小田原市
  - 大井川生産センター : 静岡県焼津市
  - 山梨北杜生産センター : 山梨県北杜市
  - 四日市生産センター : 三重県四日市市
  - 広島生産センター : 広島県広島市
  - 湯来生産センター : 広島県広島市
  - 福岡生産センター : 福岡県朝倉市
- 物流拠点
  - 東日本物流センター : 千葉県東金市
  - 西日本物流センター : 広島県広島市
- 広報マーケティング室 : 東京都港区
- 営業所
  - 首都圏営業所・東日本営業所・営業推進室 : 東京都港区
  - 関西営業所 : 大阪府茨木市
  - 名古屋出張所 : 愛知県名古屋市
  - 西日本営業所 : 広島県広島市

## 関連会社
- ムラカミシード
- 沖縄村上農園

## 参考資料

### テレビ番組
- 2019年5月16日放送『日経スペシャル カンブリア宮殿』「豆苗をブレイクさせて年商100億円！ 廃業の危機からスプラウトで農業を変える」（テレビ東京）[4]